# Enrico Caviglia
Enrico Caviglia (Finalmarina, 4. svibnja 1862. – Finale Ligure, 22. ožujka 1945.) je bio talijanski maršal i vojni zapovjednik. Tijekom Prvog svjetskog rata zapovijedao je 29. divizijom, XXIV., VIII. i X. korpusom, te 8. armijom na Talijanskom bojištu.

## Vojna karijera
Enrico Caviglia je rođen 4. svibnja 1862. godine u malom ribarskom mjestu Finalmarina. Šesti je sin Pietra Caviglie i Antonine Caviglia rođ. Saccone. Nakon osnovnog školovanja u Fanalmarini, u listopadu 1877. počinje pohađati Vojnu školu u Milanu. Nakon završetka iste, od listopada 1880., pohađa Vojnu akademiju u Torinu. Po završetku školovanja s činom poručnika raspoređen je na službu u 20. artiljerijsku pukovniju s kojom od 1888. služi u Eritreji. Potom od 1891. pohađa Ratnu školu, nakon čega je 1893. promaknut u čin satnika, te raspoređen na službu u Glavni stožer. Dvije godine poslije, 1895., raspoređen je na službu u Diviziju Perugia, te upućen u Afriku gdje sudjeluje u Prvom talijansko-etiopskom ratu. U tom ratu sudionik je Bitke kod Adue u kojom je talijanska vojska pretrpjela težak poraz od etiopskih snaga. I nakon završetka rata ostaje u Africi gdje se ističe u borbama protiv sudanskih derviša. Po povratku u Italiju raspoređen je u stožer divizije smještene u Catanzaru.
Godine 1901. unaprijeđen je u čin bojnika. U to vrijeme bio je poznat zbog svojih radova o geografiji. Početkom 1904. imenovan je talijanskim vojnim atašeom u Tokiju gdje je kao vojni promatrač opservirao japanske operacije tijekom Rusko-japanskog rata. Nakon te dužnosti obnaša dužnost vojnog atašea u Pekingu. Godine 1908. vraća se u Italiju gdje je u rujnu promaknut u čin potpukovnika, te raspoređen u stožer XX. korpusa smještenog u Napulju. Godine 1912. upućen je u Libiju kako bi nadgledao povlačenje turskih snaga nakon okončanja Talijansko-turskog rata. U veljači 1913. imenovan je ravnateljem Vojnog geografskog instituta u Firenzi, dok je godinu dana poslije, u veljači 1914., unaprijeđen u čin pukovnika.

## Prvi svjetski rat
Nakon ulaska Italije u rat na strani Antante u kolovozu 1915. promaknut je u čin general bojnika, te mu je dodijeljeno zapovjedništvo nad Brigadom Bari s kojom sudjeluje u borbama na Krasu. U proljeće 1916. imenovan je zapovjednikom 29. divizije s kojom je premješten sa sočanskog dijela bojišta u Tirol radi zaustavljanja Tirolske ofenzive. U lipnja 1917. sudjeluje u Bitci na Ortigari nakon čega je imenovan zapovjednikom XXIV. korpusa koji se nalazio na sočanskom bojištu. Istodobno s tim imenovanjem unaprijeđen je u čin general poručnika. Zapovijedajući XXIV. korpusom ističe se u Jedanaestoj bitci na Soči u kojoj, zahvaljujući dobroj pripremi i elementu iznenađenja, uspijeva potisnuti austrougarske snage koji uspjeh nije međutim, bio iskorišten zbog nedostatka pričuva.

Tijekom austro-njemačke Kobaridske ofenzive Caviglia sa svojim korpusom uspješno odbija početni napad. Međutim, talijanski položaji su probijeni kod susjednog XXVII. korpusa kojim je zapovijedao Pietro Badoglio, tako da je i Caviglia prisiljen na povlačenje pri čemu mu je povjereno i zapovjedništvo nad tri divizije XVII. korpusa. Usprkos napadima uspijeva uredno provesti povlačenje najprije na rijeku Tagliamento, a potom na rijeku Piave, pri čemu je sačuvao većinu svojih jedinica. Međutim, nakon završetka ofenzive nije raspušten Badogliov XXVII. korpus, već Caviglijin XXIV., što je razljutilo Cavigliju koji je smatrao da se radi o osveti Badoglija, koji je u međuvremenu postao zamjenik načelnika Glavnog stožera. Caviglia preuzima zapovjedništvo nad VIII. korpusom, nakon čega u ožujku 1918. postaje zapovjednikom X. korpusa. S istim sudjeluje u Bitci na Piavi, ali tijekom bitke preuzima zapovjedništvo nad 8. armijom zamijenivši na tom mjestu smijenjenog Giuseppea Pennellu. Nakon zaustavljanja austrougarske ofenzive Caviglia sudjeluje u planiranju napada na austrougarske snage koje su već bile iscrpljene dugotrajnim ratovanjem. Napad koji je započeo 24. listopada 1918., a koji je kasnije nazvan Bitkom kod Vittorija Veneta Caviglijina 8. armija uspijeva prva probiti neprijateljske položaje, te prodrijeti u dubinu protivničkog teritorija. Navedeno je uzrokovalo moralnu i vojnu krizu u austrougarskoj vojsci koja se počela raspadati, što je dovelo do potpisivanja primirja.

## Između dva rata
Nakon završetka rata Caviglia je prilikom rekonstrukcije Orlandove Vlade imenovan ministrom rata sa zadatkom izrade demobilizacijskog programa u skladu s ekonomskim i političkim prilikama u ratom iscrpljenoj zemlji. Navedenu dužnost obnaša do lipnja 1919. kada Orlanda na mjestu predsjednika Vlade zamjenjuje Francesco Nitti. U međuvremenu je, 22. veljače 1919., imenovan doživotnim senatorom. U studenom te iste godine zajedno s Badogliom, Pecori Giraldijem i Giardinom promaknut je u čin generala armije, tada najviši vojni čin u talijanskoj vojsci. Od 21. prosinca 1920. obnaša dužnost komesara i zapovjednika jedinica u Julijskoj krajini zamijenivši na toj dužnosti Pietra Badoglia. Navedenim jedinicama u razdoblju od 24. do 31. prosinca 1920. u tzv. Krvavom Božiću provodi Rapalski ugovor sklopljen između Italije i Kraljevstva SHS koji je predviđao formiranje Slobodne države Rijeka, te izbacuje D'Anunnzijeve jedinice koje navedeni ugovor nisu priznavale.
U siječnju 1922. zajedno s Diazom, Badogliom, Giardinom, Pecori Giraldijem i vojvodom od Aoste imenovan je u Vojno vijeće koje je pomagalo Vladi prilikom donošenja odluka koje su se odnosile na pitanja vojske. Početkom 1925. zajedno s ostalim najvišim generalima, protivi se reformi vojske koju je predložio ministar rata Antonino Di Giorgio, koji prijedlog na kraju nije prihvaćen, što je rezultiralo ministrovom ostavkom. Te iste godine, u lipnju, promaknut je od fašističkih vlasti u novoustrojeni čin maršala Italije, najviši čin talijanske vojske. Idućih godina Caviglia je marginaliziran od fašističkih vlasti, te u razdoblju od 1930. do 1934. sudjeluje u izradi tri sveska Povijesti Prvog svjetskog rata. U rujnu 1939. imenovan je od strane Mussolinija zapovjednikom zapadnih granica, što mu je bila prva služba nakon 1925.

## Drugi svjetski rat
Tijekom Drugog svjetskog rata i talijanskih poraza tijekom 1942. i 1943. Caviglia se zavaravao idejom da Italija iziđe iz rata uz istodobno proglašavanje neutralnosti. Dana 8. rujna 1943. Badoglio je objavio da je Italija potpisala primirje sa saveznicima, te su kralj i Vlada napustili zemlju pred nadolazećim Nijemcima. 
Caviglia se u tom trenutku zbog privatnih razloga nalazio u Rimu. U takvoj konfuznoj situaciji preuzeo je zapovjedništvo vojnih snaga u Rimu, te je s njemačkim feldmaršalom Albertom Kesselringom dogovorio predaju talijanskih snaga u Rimu u zamjenu za poštovanjem statusa Rima kao "otvorenog grada".

## Smrt
Nakon toga Caviglia se povukao u svoju vilu u Finale Ligureu koju je nazvao Vila Vittorio Veneto. Tu je i preminuo 22. ožujka 1945. godine u 83. godini života. Pokopan je u Bazilici Svetog Ivana Krstitelja u Finale Liguri, ali mu je tijelo 22. lipnja 1952. premješteno u mauzolej sagrađen na Rtu San Donato istočno od Finale Ligurea na ceremoniji na kojoj su prisustvovali tadašnji predsjednik Republike Luigi Einaudi i bivši predsjednik Vlade Vittorio Orlando, kao službeni govornik.

## Vanjske poveznice
(tal.) Enrico Caviglia na stranici Treccani.it

(tal.) Enrico Caviglia na stranici Senato.it  Arhivirana inačica izvorne stranice od 2. listopada 2019. (Wayback Machine)

(tal.) Enrico Caviglia na stranici Ilpostalista.it

(tal.) Enrico Caviglia na stranici Criticadellastoria.it  Arhivirana inačica izvorne stranice od 12. kolovoza 2019. (Wayback Machine)

(eng.) Enrico Caviglia na stranici Generals.dk

(rus.) Enrico Caviglia na stranici Hrono.ru<